# Bombus huntii
Bombus huntii (saknar svenskt namn) är en insekt i överfamiljen bin (Apoidea) och släktet humlor (Bombus) som finns i Nordamerika.

## Utseende
Huvudet är alltid gult hos arbetare och hanar; hos drottningen är pälsen på huvudet en blandning av gula och svarta hår. Mellankroppen är gul med ett brett, svart tvärband mellan vingfästena. På bakkroppen varierar färgerna på tergiterna beroende på kast: hos honorna (drottningar och arbetare) är tergit 1 gul, tergit 2 till 3 rödaktiga (vanligen klarröda; sällsynt kan de vara orangeröda), tergit 4 gul (hos drottningen är den oftast rödaktig precis som tergit 2 och 3), och resten av bakkroppen svart. Hanarna har tergit 1 gul, tergit 2 och 3 rödbruna och resten svart. Drottningen har en kroppslängd på omkring 15 mm, arbetarna 10 till 14 mm, och hanarna omkring 12 mm.

## Ekologi
De övervintrande drottningarna kommer fram i slutet av mars (i Mexiko så tidigt som februari), arbetarna och hanarna i maj. I oktober upplöses kolonierna och alla djuren dör, utom de nya drottningarna som redan tidigare börjat sin övervintring i jorden. Bombus huntii samlar nektar och pollen från ett flertal växtfamiljer, främst från familjerna korgblommiga växter (som tistlar och rudbeckior), stenbräckeväxter, flenörtsväxter ärtväxter (som lupiner och sötväpplingar), samt facelior och enstemoner. Den kan gå upp till åtminstone 2 785 meters höjd i bergen.
Arten lever i höglänta öknar med buskvegetation, ängar, prärier samt, i Mexiko tallskog.

## Utbredning
Bombus huntii finns i sydvästra Kanada från British Columbia till Saskatchewan och västra USA österut till Klippiga bergen i Colorado samt söderut via New Mexico och Arizona till Mexiko (delstaterna Chihuahua, Coahuila, México, Morelos, Nuevo León, Puebla, Querétaro Arteaga, Tamaulipas, Tlaxcala och Veracruz). Den har även påträffats i östra USA (Michigan, 1955 och Alabama, 1965).